# Neetzow-Liepen
Neetzow-Liepen – gmina w Niemczech, w kraju związkowym Meklemburgia-Pomorze Przednie, w powiecie Vorpommern-Greifswald, wchodzi w skład Związku Gmin Anklam-Land. Powstała 1 stycznia 2014 z połączenia gmin Neetzow oraz Liepen, które stały się jednocześnie jej częściami (Ortsteil).
Przez teren gminy przebiega droga krajowa B110.